# Withius
Genre
Synonymes
- Afrowithius Beier, 1931
- Allowithius Beier, 1932
- Xenowithius Beier, 1953

Withius est un genre de pseudoscorpions de la famille des Withiidae.

## Distribution
Les espèces de ce genre se rencontrent en Afrique, en Asie, en Europe, en Amérique et en Océanie.

## Liste des espèces
Selon Pseudoscorpions of the World (version 3.0) :
- Withius abyssinicus (Beier, 1944)
- Withius angolensis (Beier, 1948)
- Withius angustatus (Tullgren, 1907)
- Withius arabicus Mahnert, 1980
- Withius ascensionis (Beier, 1961)
- Withius australasiae (Beier, 1932)
- Withius brevidigitatus Mahnert, 1988
- Withius ceylanicus (Ellingsen, 1914)
- Withius congicus (Beier, 1932)
- Withius despaxi Vachon, 1937
- Withius faunus (Simon, 1879)
- Withius fuscus Mahnert, 1988
- Withius glabratus (Ellingsen, 1910)
- Withius gracilipalpus Mahnert, 1988
- Withius hispanus (L. Koch, 1873)
- Withius indicus Murthy & Ananthakrishnan, 1977
- Withius japonicus Morikawa, 1954
- Withius kaestneri (Vachon, 1937)
- Withius lagunae (Moles, 1914)
- Withius lawrencei (Beier, 1935)
- Withius laysanensis (Simon, 1899)
- Withius lewisi (Beier, 1946)
- Withius litoreus (Beier, 1935)
- Withius madagascariensis (Ellingsen, 1895)
- Withius nanus Mahnert, 1988
- Withius neglectus (Simon, 1878)
- Withius pekinensis (Balzan, 1892)
- Withius piger (Simon, 1878)
- Withius rebierei Heurtault, 1971
- Withius simoni (Balzan, 1892)
- Withius somalicus (Beier, 1932)
- Withius suis Sivaraman, 1980
- Withius tenuimanus (Balzan, 1892)
- Withius termitophilus (Tullgren, 1907)
- Withius texanus (Banks, 1891)
- Withius transvaalensis (Beier, 1953)
- Withius vachoni (Beier, 1944)
- Withius vagrans Chamberlin, 1925
- † Withius eucarpus (Dalman, 1826)

et décrite ou placées depuis :
- Withius paradoxus (Ellingsen, 1912)
- Withius tweediei (Beier, 1955)
- Withius leggi Nassirkhani, 2022

Withius crassipes a été placée en synonymie avec Withius paradoxus par Harvey en 2015.
Withius soderbomi a été placée en synonymie avec Diplotemnus balcanicus par Novák et Harvey en 2015.
Withius nepalensis a été placée dans le genre Metawithius par Harvey en 2015.
Withius caecus a été placée dans le genre Nannowithius par Harvey en 2015.

## Systématique et taxinomie
Ce genre a été décrit par Kew en 1911.
Allowithius a été placé en synonymie par Beier en 1979.
Xenowithius a été placé en synonymie par Mahnert en 1988.
Afrowithius a été placé en synonymie par Harvey en 2015.

## Publication originale
- Kew, 1911 : « A synopsis of the false scorpions of Britain and Ireland. » Proceedings of the Royal Irish Academy, sér. B, vol. 29, p. 38-64.